# 醍醐経胤
醍醐 経胤（だいご つねたね）は、江戸時代中期の公卿。従一位右大臣。初名は兼潔（かねきよ）。号は妙観寺。

## 概要
中御門天皇（114代）・桜町天皇（115代）・桃園天皇（116代）・後桜町天皇（117代）・後桃園天皇（118代）の五帝にもわたって仕え、官位は従一位右大臣まで昇った。父は左大臣・醍醐冬熙。母は対馬府中藩主・宗義真の娘・お家。

## 経歴
享保7年（1722年）に叙爵。以降清華家当主として速いスピードで昇進し、侍従・左近衛中将を経て、享保14年（1729年）には従三位となり公卿に列する。権中納言・踏歌節会外弁を経て、元文3年（1738年）に権大納言に補される。宝暦4年（1754年）に右近衛大将・右馬寮御監に任じられるも翌年に一度任職を辞す。宝暦10年（1760年）には従一位を授与された。安永7年（1778年）には内大臣を経ずして右大臣に任じられるも、翌年に辞す。またこの年より経胤と改名する。
宝暦元年（1751年）、本家の一条家から養子の兼純を迎えて跡目としていたが、同年に実子の冬香が生誕。跡を継いだ兼純もやがては早世し、冬香がその跡を継いでいる。

## 家族・親族
- 父：醍醐冬熙
- 母：お家（宗義真の娘）
- 妻：お升（宗義誠の娘）
  - 長男：醍醐冬香（1751-1772）
  - 次男：醍醐輝久（1760-1801）
  - 養子：醍醐兼純（実父は一条兼香）

## 系譜

### 醍醐家
醍醐家は、一条昭良の子である醍醐冬基を始祖とし、清華家の一つであった。

### 皇室との関係
後陽成天皇の男系四世子孫（玄孫）である。後陽成天皇の第九皇子で一条家を継いだ一条昭良の男系後裔。

詳細は皇別摂家#系図も参照のこと。